# Glenloughaun Esker SAC
Glenloughaun Esker SAC este o arie protejată (arie specială de conservare — SAC, sit de importanță comunitară — SCI) din Irlanda întinsă pe o suprafață de 5,7 ha, integral pe uscat.

## Localizare
Centrul sitului Glenloughaun Esker SAC este situat la coordonatele 53°17′35″N 8°15′53″W / 53.293024°N 8.264747°V.

## Înființare
Situl Glenloughaun Esker SAC a fost declarat sit de importanță comunitară în septembrie 1999 pentru a proteja un număr necunoscut de specii din flora spontană și fauna sălbatică aflate în arealul zonei. Situl a fost protejat și ca arie specială de conservare în mai 2016.

## Biodiversitate
Situată în ecoregiunea atlantică, aria protejată conține 1 habitat natural: Pajiști uscate seminaturale și facies de acoperire cu tufișuri pe substraturi calcaroase (Festuco-Brometalia) (* situri importante pentru orhidee).
La baza desemnării sitului se află un număr nedeclarat de specii protejate.
Pe lângă speciile protejate, pe teritoriul sitului au mai fost identificate 1 specie de plante.